# Gymnasium Hittfeld
Das Gymnasium Hittfeld ist ein öffentliches Gymnasium in Hittfeld und gehört zu den neun Gymnasien im Landkreis Harburg. Schulleiter ist seit dem 26. April 2018 der Oberstudiendirektor Frank Patyna.

## Geschichte
Das Gymnasium Hittfeld wurde 1972 gegründet. Das im gleichen Jahr erbaute Gebäude wurde um einen Nord-West-Trakt erweitert und gilt als sanierungsbedürftig. Die Schulgemeinschaft plant im Rahmen verschiedener Arbeitskreise die Renovierung und engagiert sich innerhalb der Kreisschulausschusssitzungen um die entsprechenden Mittel.
Das 2011 in Niedersachsen eingeführte Abitur nach der zwölften Jahrgangsstufe wurde mit dem Schuljahr 2014/2015 durch das bisherige G9-System wieder abgelöst. Die Lehrfächer orientieren sich an dem Lehrplan des Landes Niedersachsen.
Das Gymnasium Hittfeld arbeitet mit mehreren Organisationen außerhalb der Schule zusammen. Dazu zählen die Technische Universität Hamburg, die Musikschule Seevetal e.V. und der örtliche Sportverein TSV Eintracht Hittfeld.
Die Schüler engagieren sich unter anderem im Rahmen der Schülerinitiative proTablet-Computer für den Einsatz aktueller Technik im Unterricht. Zudem werden in Zusammenarbeit mit der Verkehrswacht Harburg-Land und der Polizei Schulbuslotsen ausgebildet. Die Schülergemeinschaft bietet Nachhilfe sowie verschiedene Lern- und Patenprogramme an. Schwerpunkt sind dabei soziale Medien, Nutzung des Internets und unterschiedliche Präventionsmaßnahmen.
Innerhalb verschiedener Arbeitsgemeinschaften werden musische, kreative, sportliche, biologische und technische Fähigkeiten entwickelt und gefördert. Zudem werden spezielle Förderprogramme für begabte Schüler angeboten.
Das Gymnasium Hittfeld pflegt Partnerschaften zu Schulen in Frankreich, Finnland, Russland, Indien und Uganda. Mit den Schulen in Frankreich und Indien findet regelmäßig ein Schüleraustausch statt.
Die Schule unterstützt über die Veranstaltung „Sozialer Tag“ lokal ansässige karitative Einrichtungen.
Das Gymnasium ist Stützpunkt des Medienzentrum des Landkreises Harburg.

## Auszeichnungen
2015 wurde das Gymnasium mit dem Prädikat „Umweltschule in Europa“ ausgezeichnet. Zudem erhielt im gleichen Jahr die Fachgruppe Geschichte den Sonderpreis der Henning von Burgsdorff Stiftung für das Projekt „Krieg und Frieden 1914–1939 – 1945–1989“.
Im Juni 2018 erhielt die Schule die Auszeichnung des Projektes „Schule ohne Rassismus – Schule mit Courage“.

## Ehemalige
- Hans-Jürgen Döscher, deutscher Historiker, ehemaliger Lehrer am Gymnasium Hittfeld.
- Helmuth Frahm, deutscher Politiker (SPD), MdHB, ehemaliger Lehrer am Gymnasium Hittfeld.
- Bernd Zimmermann, deutscher Mathematikdidaktiker und Hochschullehrer, ehemaliger Lehrer am Gymnasium Hittfeld.